# スコット・カズミアー
- スコット・カズミア
- スコット・キャズミヤー

スコット・エドワード・カズミアー（英: Scott Edward Kazmir, 1984年1月24日 - ）は、アメリカ合衆国テキサス州ヒューストン出身の元プロ野球選手（投手）。左投左打。2021年開催の東京オリンピック野球競技の銀メダリスト。
日本語メディアでは「カズミア」、「キャズミヤー」とも表記されることもある。

## 経歴

### プロ入り前
子供のころは地元のヒューストン・アストロズのファンで、好きな選手はテキサス州出身の豪腕ノーラン・ライアンとアストロズの抑え投手ビリー・ワグナーだった。サイプレス・フォールズ高等学校野球部では4試合連続ノーヒットノーランを達成し、最終学年時には175奪三振でテキサス州高校シーズン記録を塗り替えた。ベースボール・アメリカ誌が選ぶ2002年の高校最優秀選手に選出されている。

### プロ入りとメッツ傘下時代
2002年のMLBドラフト1巡目（全体15位）でニューヨーク・メッツから指名され、プロ入り。傘下のマイナーリーグにおいて、カズミアーはホセ・レイエスやデビッド・ライトと並んで期待の超有望株だった。
2004年のスプリングトレーニングでカズミアーの球を受けたマイク・ピアッツァは、「なかなかハードなボールを投げる。とても素晴らしい才能を持っている。若いし、明るい未来が開けてくると思う。必ずメジャーに上がってくるだろう。左投手で速球派は数少ないし、打ちにくいものだからね。これから彼が気をつけなくちゃいけないことは、怪我に注意して、いつでもストライクが取れるコントロールを身につけることじゃないかな。あのファストボールがあれば、活躍できると思うよ。」と当時の印象を語っていた。
また、有望株ゆえにトレード話が持ち上がると必ず相手チームから要求される存在でもあった。

### デビルレイズ〜レイズ時代

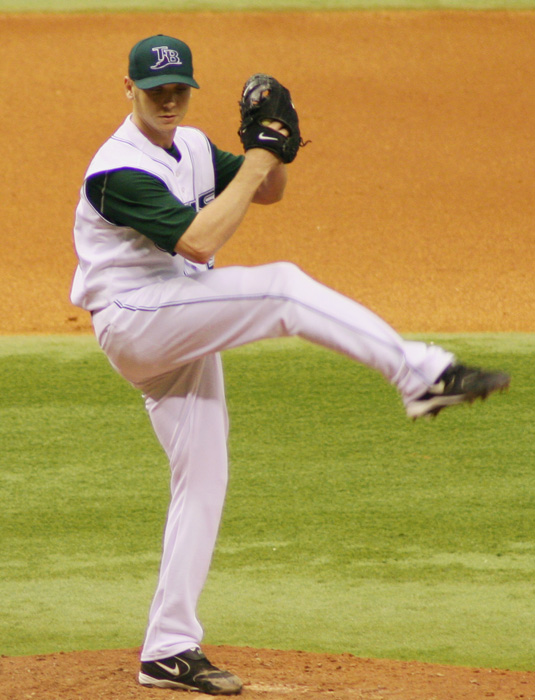
タンパベイ・デビルレイズ時代
（2006年5月1日）

2004年7月30日にビクター・ザンブラーノ、バートロメ・フォーチュナトとのトレードで、ホセロ・ディアスと共にタンパベイ・デビルレイズへ移籍した。このときの放出理由の1つには「体格や投球フォームが故障を招きやすい」というものがあった。だがファンや評論家は、メッツ史上最悪のトレードとされる1971年のライアン放出に準えて批判を展開した。移籍後は傘下のAA級モンゴメリー・ビスケッツで3週間プレーした後、8月23日のシアトル・マリナーズ戦で20歳7か月とこの年のメジャー投手全体で最年少、球団投手史上チャド・ゴダーンに次いで2番目の若さでメジャーデビュー。5回を無失点に抑えメジャー初勝利も同時に記録した。
2005年はオールスターまでの前半戦が3勝7敗、防御率4.59に対し、後半戦は7勝2敗、防御率2.79の好成績を記録した。カズミアー本人によると持ち球をストライクゾーンに集められるようになったから安定してきたという。球団新記録、メジャー新人投手最多の174奪三振（リーグ4位）を記録し、奪三振数が被安打数を上回った。規定投球回以上投げたア・リーグの投手の中でこれを達成したのはランディ・ジョンソン、ヨハン・サンタナしかいない。自責点が1点以下の先発試合数が14でヨハン・サンタナ、マーク・バーリーと共にア・リーグ最多となった。その一方で100四球（両リーグ最多）を記録するなど荒れ球で、防御率は3.77を記録した。
2006年は、4月3日のボルチモア・オリオールズ戦で22歳69日で開幕投手となる。これは1985年のドワイト・グッデン（メッツ＝当時）以来の若さだった。7月3日のボストン・レッドソックス戦でジョシュ・ベケットに投げ勝ちメジャー初完封を記録した。その後、前半戦だけで10勝、125奪三振を記録し、オールスターに選出されたが、左腕の炎症で7月30日に故障者リスト入り。8月11日に復帰したものの、3試合に投げたところで再発し、そのままシーズンを終えた。規定投球回数に満たなかったとはいえ奪三振率は10.14を記録し、この年のアメリカンリーグ奪三振王であるヨハン・サンタナの9.44を上回っていた。
2007年は前半戦不調だったが、後半戦の防御率2.39を上回ったのはリーグでファウスト・カーモナのみで、シーズン通して3.48を記録。投球回数は初めて200の大台に乗り、奪三振数は239とそれぞれ球団記録を更新すると共に奪三振王のタイトルを獲得した。23歳での奪三振王獲得は、ア・リーグ史上8番目の若さであった。奪三振率は前年を上回る10.41を記録したが、エリック・ベダードがそれを上回る10.93を記録したためリーグ2位に終わった。
2008年は左肩痛のため開幕を故障者リスト入りで迎え、シーズン初登板は5月4日となった。5月14日には2009年から3年総額2850万ドルで契約延長した。4年目の2012年はオプションでこれを含めると3950万ドルに達する。5月は5勝1敗、防御率1.22を記録し、初の月間優秀投手に選出された。オールスターに2年ぶりに選出され、勝ち投手となった。課された投球制限に早く達するため、27試合に先発登板したが、規定投球回に到達せずにシーズンを終えた。

### エンゼルス時代

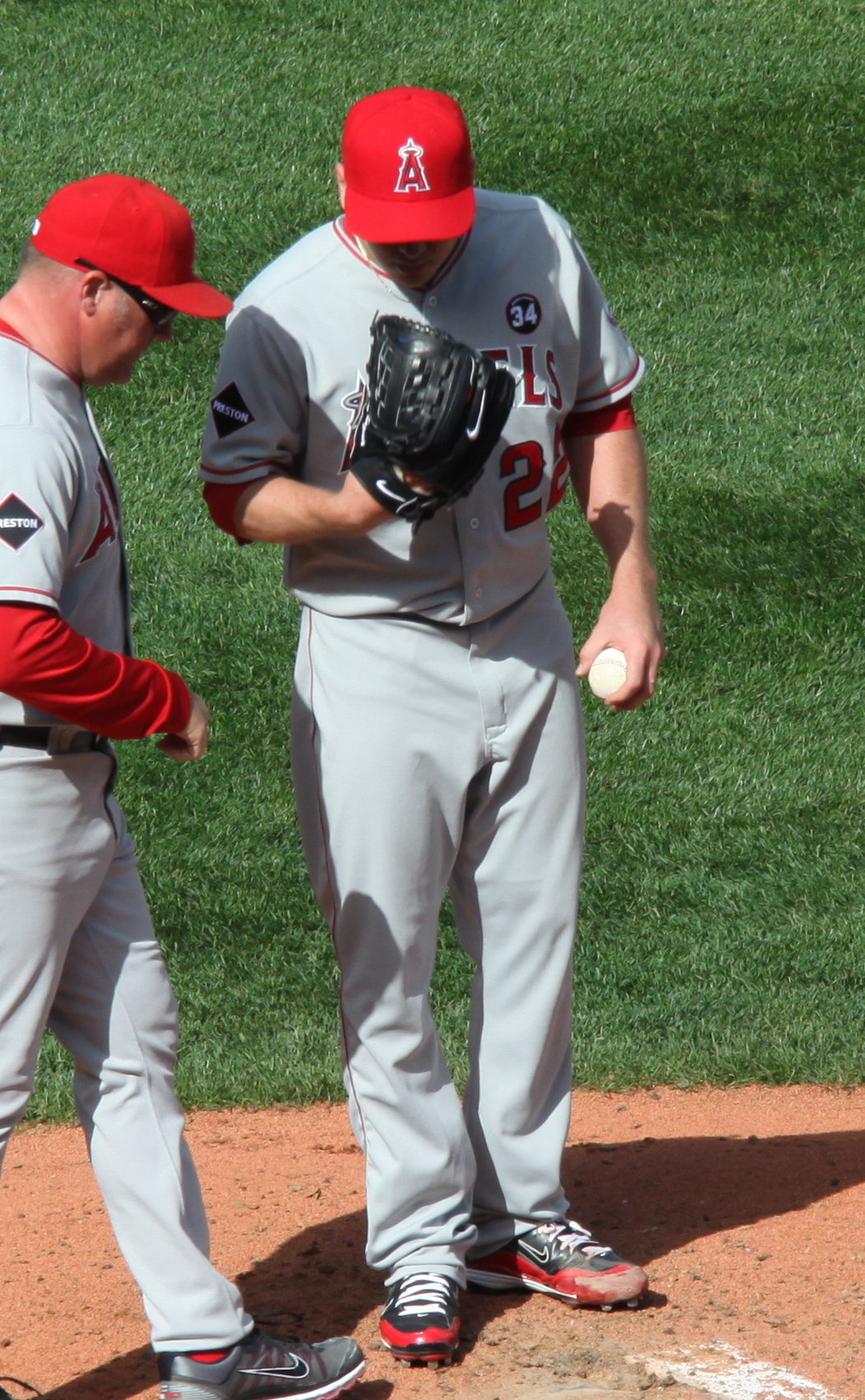
ロサンゼルス・エンゼルス時代
（2009年10月11日）

2009年、レイズは地区3位でワイルドカード争いをしていた。しかし、当時GMだったアンドリュー・フリードマンは「トレードの理由は一つには絞れない。スコットのような素晴らしい選手が去っていくのは残念なことだが、今と将来のバランスのために必要なことだと考えている」と年俸総額の削減に迫られ、カズミアーを8月28日にアレックス・トーレス、マシュー・スウィーニー、後日発表選手の計3名との交換トレードで先発投手を必要としたロサンゼルス・エンゼルス・オブ・アナハイムへ放出された。この年はレイズでは20試合の先発登板で8勝7敗、防御率5.92だったが、エンゼルスでは6試合の先発登板で2勝2敗、防御率1.73を記録し、5年連続となる2桁勝利を記録したが、自身初めて奪三振率8.00を下回った。
2010年はア・リーグワーストの防御率6.92、WHIP1.64で前半戦を終え、特に7月10日のオークランド・アスレチックス戦では球団ワーストとなる13失点を記録。その後故障者リスト入りし、復帰直後の8月7日のデトロイト・タイガース戦では5回3安打、1失点の投球を見せ、後半戦は防御率4.37、WHIP1.49を残したが、自己最悪の成績でシーズンを終えた。
2011年もスプリングトレーニングから6試合の登板で防御率6.65、WHIP1.80と調子が上がらなかった。開幕後も4月3日のカンザスシティ・ロイヤルズ戦で登板して以降、傘下のAAA級ソルトレイク・ビーズで調整を続けていたが、与四球率11.74と制球に苦しみ、5試合の先発登板で防御率17.02、WHIP2.74と復調することができず、6月15日に自由契約となった。

### 独立リーグ時代
2012年6月、独立リーグであるアトランティックリーグに所属するシュガーランド・スキーターズと契約を結んだ。

### インディアンス時代

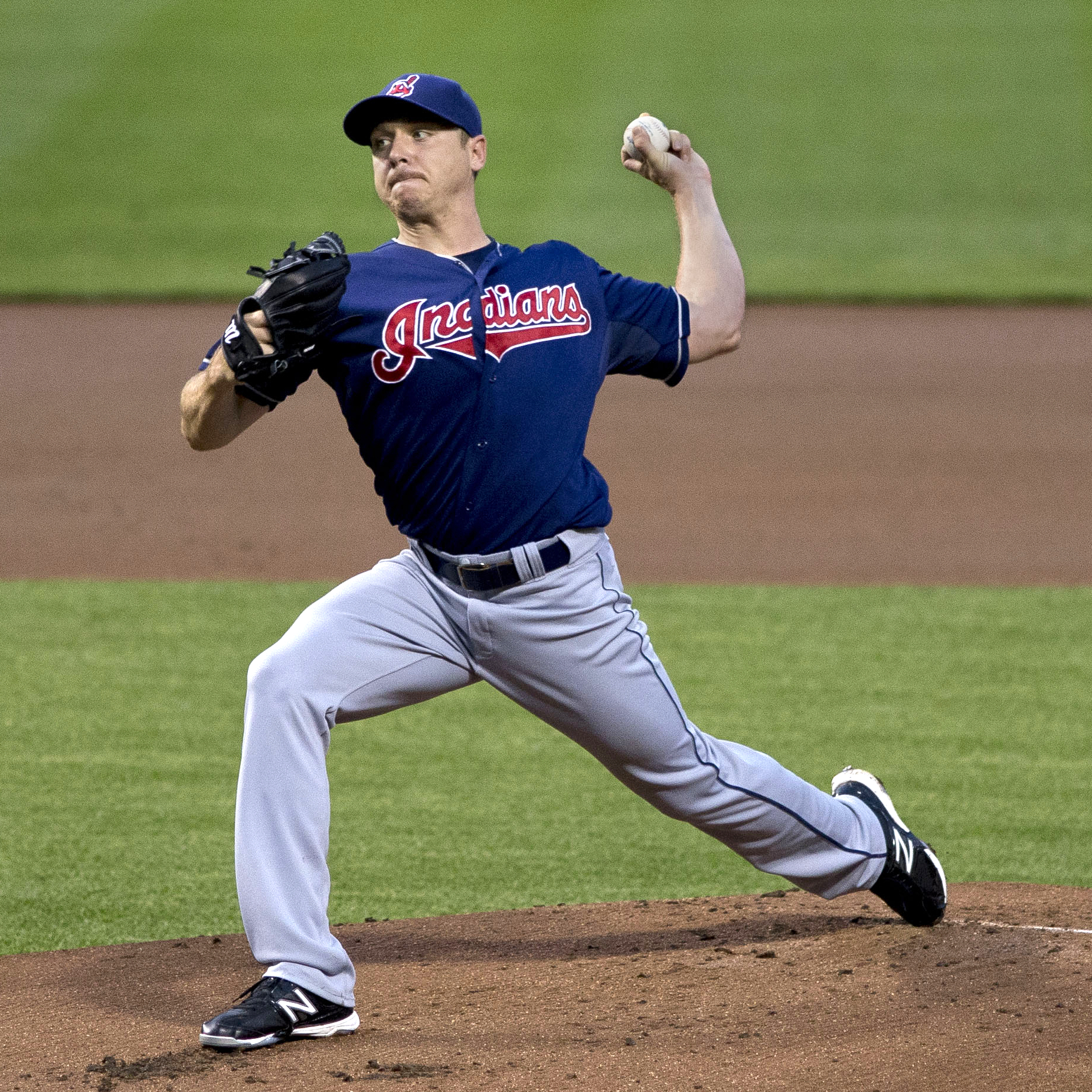
クリーブランド・インディアンス時代
（2013年6月26日）

2012年12月21日にクリーブランド・インディアンスとマイナー契約を結んだ。招待選手としてスプリングトレーニングに参加し、松坂大輔らとの競争の結果メジャー昇格を勝ち取る。2013年シーズンは開幕から先発の5番手として先発ローテーションに入り、5月4日のミネソタ・ツインズ戦にて2010年以来の勝利を挙げる。最後までローテーションを守り抜き、最終的には29試合に先発登板し、2009年以来の2桁勝利となる10勝（9敗）を記録した。オフの10月31日にFAとなった。

### アスレチックス時代
2013年12月4日にアスレチックスと2年総額2400万ドルで契約に合意した。
2014年はアスレチックスの先発ローテーションに定着し、32試合に先発登板して7年ぶりの規定投球回に到達し、自己最高の15勝を記録した。
2015年、スタートダッシュを決めると好調を維持し、21試合の先発登板で勝敗は五分だったものの、防御率2.38、WHIP1.09、奪三振率8.3という好成績を残した。

### アストロズ時代
2015年7月23日にダニエル・メンデン、ジェイコブ・ノッティンガムとのトレードで、アストロズへ移籍した。25日のロイヤルズ戦で先発して7回を無失点に抑えて移籍後初勝利を挙げた。移籍後は13試合に先発登板したが、アスレチックス時代よりはやや調子を落とし、2勝6敗、防御率4.17、WHIP1.39と負け越した。2チームトータルでは31試合の先発登板で、7勝11敗、防御率3.10、183.0イニングで59四球、155奪三振という成績だった。オフの11月2日にFAとなった。

### ドジャース時代
2015年12月30日に3年総額4800万ドルでロサンゼルス・ドジャースと契約した。
2016年は26試合で先発登板したが、規定投球回には達しなかった。10勝6敗、防御率4.56、WHIP1.36という成績を残し、2年ぶりの2桁勝利や通算100勝等の記録した。また、奪三振率8.8という数字は2013年以来の高水準だった。
2017年はシーズン開幕から左臀部の張りで故障者リストに入り、6月と9月にリハビリ登録はされたもの試合で投げることはなく、全休となった。

### ドジャース退団後

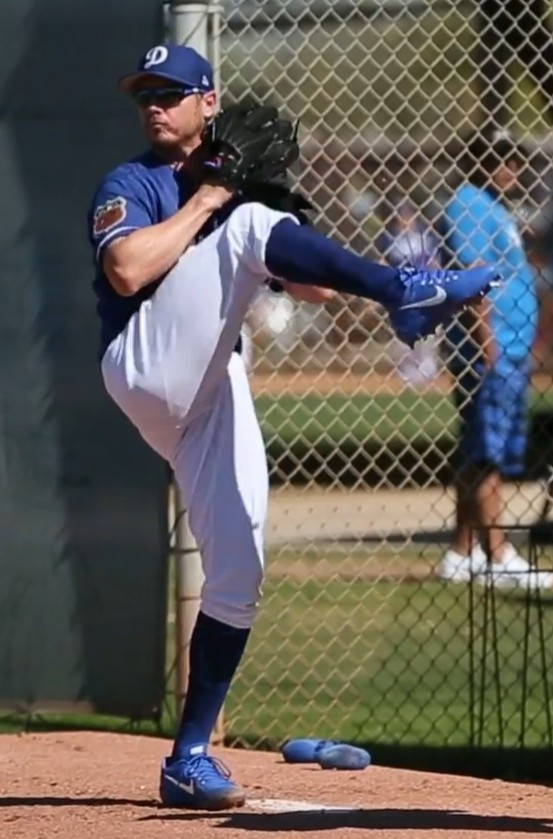
ロサンゼルス・ドジャース時代
（2017年）

2017年12月16日にマット・ケンプ及び金銭でのトレードで、ブランドン・マッカーシー、チャーリー・カルバーソン、エイドリアン・ゴンザレス及び金銭と共にアトランタ・ブレーブスへ移籍した。
2018年3月24日に自由契約となった。
その後も現役復帰の意欲を見せていて投球練習を続けていたが、「肉体的にはいい状態ではなかった」とコメントしている。2018年、2019年は正式な引退は発表していなかったものの、MLBに復帰することは願わず家庭に専念していた。
2020年、独立リーグであるコンステレーション・エナジー・リーグに所属するイースタン・レイエス・デル・ティグレと契約を結んだ。3年ぶりにプロ野球のマウンドに立ち、4試合（先発3試合）に登板して2勝1敗、防御率4.20、10奪三振を記録した。また8月には埼玉西武ライオンズが獲得調査をしていると報じられた。

### ジャイアンツ時代
2021年2月にサンフランシスコ・ジャイアンツとマイナー契約を結んだ。シーズン開幕後、5月22日にメジャー契約を結んでアクティブ・ロースター入りし、同日のドジャース戦に先発登板して5年ぶりにメジャー復帰を果たした（4回1失点で敗戦投手）。6月5日にDFAとなり、11日にマイナー契約で傘下のAAA級サクラメント・リバーキャッツへ配属された。7月には東京オリンピックの野球アメリカ代表のメンバーに選ばれた。
オリンピックでは8月4日のノックアウトステージでのドミニカ共和国戦で先発登板し、勝利投手となった。9月22日に再び40人ロースターに入り、同日のサンディエゴ・パドレス戦に先発登板した。この年メジャーでは5試合（先発4試合）に登板して0勝1敗、防御率6.35、10奪三振を記録した。オフの11月3日にFAとなった。

## 選手としての特徴
スリークォーターから常時90～93mph（約145～150km/h）の速球（フォーシーム、ツーシーム）に、80mph前半のスライダーや80mph前後のチェンジアップなどを織り交ぜ、多くの三振を奪い、打者を翻弄する。他には、稀にカーブも投げ、2013年からはカッターも投げる。レイズ時代は自己最速98mph（約157.7km/h）を記録した。
以前はフォーシーム主体だったが、2008年時点ではツーシームが全投球の中でも割合を増やす。打者の手元でよくノビ、ストライクゾーン高めに投げる傾向があり、カズミアーの奪三振率の低下は、このツーシームによる技巧派に近いスタイルとなった。しかし、投球に苦しみ始めると、このボールだけに頼る傾向が強く見られ、さらには2009年頃から球速が低下し始め、エンゼルス移籍後は5mph（約8km/h）ほど球速が落ちてしまった。
チェンジアップは、親指と人差し指で輪を作る、いわゆる「サークルチェンジ」で、その握りから「OKボール」とも呼ばれる。速球と同じ腕の振りの速さから投げる。以前は人差し指、中指、薬指をボールから浮かせたパームボールを投げていた。2004年のメッツ在籍時のスプリングトレーニングの際、同じ左投手のジョン・フランコやマイク・スタントンらから握り方と投げ方を伝授され、現在に至っている。全投球の約16%がチェンジアップで、割合はスライダーとほど同じ。

## 詳細情報

### 年度別投手成績
| 年 度     | 球 団     | 登 板 | 先 発 | 完 投 | 完 封 | 無 四 球 | 勝 利 | 敗 戦 | セ 丨 ブ | ホ 丨 ル ド | 勝 率 | 打 者 | 投 球 回 | 被 安 打 | 被 本 塁 打 | 与 四 球 | 敬 遠 | 与 死 球 | 奪 三 振 | 暴 投 | ボ 丨 ク | 失 点 | 自 責 点 | 防 御 率 | W H I P |
| --------- | --------- | ----- | ----- | ----- | ----- | -------- | ----- | ----- | -------- | ----------- | ----- | ----- | -------- | -------- | ----------- | -------- | ----- | -------- | -------- | ----- | -------- | ----- | -------- | -------- | ------- |
| 2004      | TB        | 8     | 7     | 0     | 0     | 0        | 2     | 3     | 0        | 0           | .400  | 152   | 33.1     | 33       | 4           | 21       | 0     | 2        | 41       | 3     | 0        | 22    | 21       | 5.67     | 1.62    |
| 2005      | TB        | 32    | 32    | 0     | 0     | 0        | 10    | 9     | 0        | 0           | .526  | 818   | 186.0    | 172      | 12          | 100      | 3     | 10       | 174      | 7     | 1        | 90    | 78       | 3.77     | 1.46    |
| 2006      | TB        | 24    | 24    | 1     | 1     | 0        | 10    | 8     | 0        | 0           | .556  | 610   | 144.2    | 132      | 15          | 52       | 3     | 2        | 163      | 6     | 0        | 59    | 52       | 3.24     | 1.27    |
| 2007      | TB        | 34    | 34    | 0     | 0     | 0        | 13    | 9     | 0        | 0           | .591  | 887   | 206.2    | 196      | 18          | 89       | 1     | 7        | 239      | 10    | 0        | 91    | 80       | 3.48     | 1.38    |
| 2008      | TB        | 27    | 27    | 0     | 0     | 0        | 12    | 8     | 0        | 0           | .600  | 641   | 152.1    | 123      | 23          | 70       | 2     | 4        | 166      | 5     | 0        | 61    | 59       | 3.49     | 1.27    |
| 2009      | TB        | 20    | 20    | 0     | 0     | 0        | 8     | 7     | 0        | 0           | .533  | 504   | 111.0    | 121      | 15          | 50       | 0     | 5        | 91       | 10    | 0        | 77    | 73       | 5.92     | 1.54    |
| 2009      | LAA       | 6     | 6     | 0     | 0     | 0        | 2     | 2     | 0        | 0           | .500  | 143   | 36.1     | 28       | 1           | 10       | 0     | 1        | 26       | 3     | 0        | 8     | 7        | 1.73     | 1.05    |
| '09計     | LAA       | 26    | 26    | 0     | 0     | 0        | 10    | 9     | 0        | 0           | .526  | 647   | 147.1    | 149      | 16          | 60       | 0     | 6        | 117      | 13    | 0        | 85    | 80       | 4.89     | 1.42    |
| 2010      | LAA       | 28    | 28    | 0     | 0     | 0        | 9     | 15    | 0        | 0           | .375  | 682   | 150.0    | 158      | 25          | 79       | 2     | 12       | 93       | 6     | 0        | 103   | 99       | 5.94     | 1.58    |
| 2011      | LAA       | 1     | 1     | 0     | 0     | 0        | 0     | 0     | 0        | 0           | ----  | 14    | 1.2      | 5        | 1           | 2        | 0     | 2        | 0        | 0     | 1        | 5     | 5        | 27.00    | 4.20    |
| 2013      | CLE       | 29    | 29    | 0     | 0     | 0        | 10    | 9     | 0        | 0           | .526  | 672   | 158.0    | 162      | 19          | 47       | 1     | 3        | 162      | 5     | 1        | 76    | 71       | 4.04     | 1.32    |
| 2014      | OAK       | 32    | 32    | 2     | 0     | 1        | 15    | 9     | 0        | 0           | .625  | 777   | 190.1    | 171      | 16          | 50       | 1     | 4        | 164      | 9     | 1        | 81    | 75       | 3.55     | 1.16    |
| 2015      | OAK       | 18    | 18    | 0     | 0     | 0        | 5     | 5     | 0        | 0           | .500  | 440   | 109.2    | 84       | 7           | 35       | 0     | 3        | 101      | 2     | 2        | 35    | 29       | 2.38     | 1.09    |
| 2015      | HOU       | 13    | 13    | 0     | 0     | 0        | 2     | 6     | 0        | 0           | .250  | 323   | 73.1     | 78       | 13          | 24       | 0     | 6        | 54       | 3     | 0        | 42    | 34       | 4.17     | 1.39    |
| '15計     | HOU       | 31    | 31    | 0     | 0     | 0        | 7     | 11    | 0        | 0           | .389  | 763   | 183.0    | 162      | 20          | 59       | 0     | 9        | 155      | 5     | 2        | 77    | 63       | 3.10     | 1.21    |
| 2016      | LAD       | 26    | 26    | 0     | 0     | 0        | 10    | 6     | 0        | 0           | .625  | 590   | 136.1    | 133      | 21          | 52       | 3     | 7        | 134      | 5     | 0        | 71    | 69       | 4.56     | 1.36    |
| 2021      | SF        | 5     | 4     | 0     | 0     | 0        | 0     | 1     | 0        | 0           | .000  | 55    | 11.1     | 15       | 3           | 6        | 1     | 0        | 10       | 0     | 0        | 9     | 8        | 6.35     | 1.85    |
| MLB：13年 | MLB：13年 | 303   | 301   | 3     | 1     | 1        | 108   | 97    | 0        | 0           | .527  | 7308  | 1701.0   | 1618     | 193         | 687      | 17    | 68       | 1618     | 74    | 6        | 830   | 760      | 4.02     | 1.35    |

- 2021年度シーズン終了時
- 各年度の太字はリーグ最高

### 年度別守備成績
| 年 度 | 球 団 | 投手（P） | 投手（P） | 投手（P） | 投手（P） | 投手（P） | 投手（P） |
| 年 度 | 球 団 | 試 合     | 刺 殺     | 補 殺     | 失 策     | 併 殺     | 守 備 率  |
| ----- | ----- | --------- | --------- | --------- | --------- | --------- | --------- |
| 2004  | TB    | 8         | 2         | 3         | 1         | 0         | .833      |
| 2005  | TB    | 32        | 7         | 17        | 3         | 0         | .889      |
| 2006  | TB    | 24        | 5         | 11        | 1         | 1         | .941      |
| 2007  | TB    | 34        | 7         | 18        | 3         | 2         | .893      |
| 2008  | TB    | 27        | 5         | 9         | 2         | 0         | .875      |
| 2009  | TB    | 20        | 5         | 9         | 0         | 0         | 1.000     |
| 2009  | LAA   | 6         | 1         | 3         | 0         | 0         | 1.000     |
| '09計 | LAA   | 26        | 6         | 12        | 0         | 0         | 1.000     |
| 2010  | LAA   | 28        | 6         | 25        | 2         | 0         | .939      |
| 2011  | LAA   | 1         | 0         | 1         | 0         | 0         | 1.000     |
| 2013  | CLE   | 29        | 10        | 12        | 3         | 0         | .880      |
| 2014  | OAK   | 32        | 2         | 18        | 3         | 1         | .870      |
| 2015  | OAK   | 18        | 1         | 12        | 2         | 0         | .867      |
| 2015  | HOU   | 13        | 3         | 5         | 5         | 1         | .615      |
| '15計 | HOU   | 31        | 4         | 17        | 7         | 1         | .750      |
| 2016  | LAD   | 26        | 6         | 16        | 0         | 0         | 1.000     |
| 2021  | SF    | 5         | 1         | 0         | 0         | 0         | 1.000     |
| MLB   | MLB   | 303       | 61        | 159       | 25        | 5         | .898      |

- 2021年度シーズン終了時
- 各年度の太字はリーグ最高

### タイトル
- 最多奪三振：1回（2007年）

### 記録
- MLBオールスターゲーム選出：3回（2006年、2008年、2014年）

### 代表歴
- 2020年東京オリンピックの野球競技・アメリカ合衆国代表

### 背番号
- 57（2004年）
- 26（2005年、2013年 - 2015年）
- 19（2006年 - 2009年途中、2010年 - 2011年）
- 22（2009年途中 - 同年終了）
- 29（2016年）
- 16（2021年）